# Карпов, Иван Васильевич
Иван Васильевич Карпов  (27 октября 1912  — ?) —  участник Великой Отечественной войны, бригадир штукатуров треста «Ленотделстрой» № 1, город Ленинград. Герой Социалистического Труда (21.06.1957).

## Биография
Родился 27 октября 1912 года в деревне Дельниково Мосальского уезда Калужской губернии (ныне – посёлок Дельниково Мосальского района Калужской области) в семье крестьянина».
Из деревни, где родился Иван, выходили отменные штукатуры, чей почерк хранили стены дворцов Петербурга, Москвы, Варшавы. Мастерами первой руки были и дед, и отец Карпова. Отец, Василий Иванович, и взял его с собой в 1929 году на сезон в город Ленинград (ныне – Санкт-Петербург). На следующий сезон – снова. А в 1931 году Карповы остались в Ленинграде».
В 1935 году, когда широко разгорелось движение стахановцев, Иван уже возглавлял звено штукатуров. Был день, когда оно выполнило норму на 320 процентов, поставив рекорд, которого еще не знали ленинградские строители. В 23 года его поставили во главе бригады, в которой работали отец и брат Григорий. Бригада прославилась не только высокой выработкой, но и отличным качеством». 
С 1941 года призван Карпов Иван Васильевич 1912 в Военно-морской флот. Участник Великой Отечественной войны. В 1945 году – пулемётчик 461-й батареи 160-го отдельного артиллерийского дивизиона гидрографической службы береговой обороны Кронштадтского морского оборонительного района Балтийского флота, краснофлотец. Награжден медалями «За боевые заслуги» и «За оборону Ленинграда»».
Демобилизовавшись, вернулся на стройку в одну бригаду с младшим братом, который тоже прошел фронт. Бригаде доверили восстанавливать красоту Эрмитажа, петергофских фонтанов, домов на Невском проспекте. С 1949 года – в 78-м управлении треста «Ленотделстрой» № 1, где занимался новым строительством. Надо искать, новые решения и Карпову в руки попала книжка, написанная московским штукатуром И. Кутенковым, который ратовал за поточно-расчленённую организацию штукатурных работ. Иван Васильевич съездил в столицу, посмотрел, как трудится бригада Кутенкова. И внедрил его метод у себя».
До этого каждый штукатур выполнял весь комплекс операций от начала до конца. Иван Васильевич разделил труд между звеньями, пустил их одно за другим. Каждое звено получило возможность в совершенстве овладеть определенными операциями, применить приспособления. И выработка всей бригады резко пошла вверх. Одним из первых в Ленинграде начал применять сухую штукатурку. Исключить «мокрые» процессы при оштукатуривании было равнозначно революции в строительстве. Трудовые затраты резко снизились, отпала необходимость длительно сушить стены, повысилась культура производства».
Указом Президиума Верховного Совета СССР от 21 июня 1957 года за выдающиеся производственные достижения, развитие науки и техники и большой вклад, внесенный в освоение и внедрение новых прогрессивных методов труда на предприятиях промышленности, транспорта и стройках города Ленинграда, Карпову Ивану Васильевичу присвоено звание Героя Социалистического Труда с вручением ордена Ленина и золотой медали «Серп и Молот».
Бригада не раз удостаивалась звания лучшей среди штукатуров Ленинграда. Иван Васильевич охотно делился своим опытом, помогал и другим бригадам осваивать передовые методы труда. Научно-техническое общество строительной индустрии, членом правления которого он был избран, организовало его доклады, лекции. В 1964 году вступил в КПСС.
Выйдя на пенсию, еще много лет продолжал работать штукатуром родном Ленотделстрое, передавал свой богатый опыт молодежи».
Жил в Ленинграде (ныне – Санкт-Петербург)».

## Награды
- Золотая медаль «Серп и Молот» (15.08.1966)
- Орден Ленина (15.08.1966)

- Орден Отечественной войны II степени (11.03.1985)[2]
- Медаль «За оборону Ленинграда»(26.06.1944)[3]
- Медаль «За боевые заслуги»  ( 08.06.1943)[4]
- Медаль «В ознаменование 100-летия со дня рождения Владимира Ильича Ленина» (6 апреля 1970)

- Медаль «За победу над Германией в Великой Отечественной войне 1941—1945 гг.» (9 мая 1945[5])
- Юбилейная медаль «Двадцать лет Победы в Великой Отечественной войне 1941—1945 гг.» (7 мая 1965[6])
- Юбилейная медаль «Тридцать лет Победы в Великой Отечественной войне 1941—1945 гг.»[7]
- Медаль «Сорок лет Победы в Великой Отечественной войне 1941-1945 гг.»[8]

- Медаль «Ветеран труда»
- Медаль «30 лет Советской Армии и Флота»[9]
- Юбилейная медаль «40 лет Вооружённых Сил СССР»[10]
- Юбилейная медаль «50 лет Вооружённых Сил СССР» (26 декабря 1967[11])
- Знак МО СССР «25 лет Победы в Великой Отечественной войне» (24 апреля 1970)

## Память
- На могиле установлен надгробный памятник.
- Его имя увековечено в Главном Храме Вооружённых сил России, и навсегда запечатлено на мемориале «Дорога памяти»